# Кунцево (район Москвы)
Ку́нцево — район в Москве, расположенный в Западном административном округе, и одноимённое внутригородское муниципальное образование. Названы по городу Кунцево, включённому в состав Москвы в 1960 году.

## История
Первое упоминание о Кунцеве в исторических документах относится к 1454 году, когда ростовский наместник Пётр Константинович упомянул в своём завещании деревню Ипскую, находившуюся на месте Кунцева. Позже селом и усадьбой владели Мстиславские, Милославские и Нарышкины. В Кунцеве при них был возведен дворец, церковь и парк, украшенный беломраморными статуями. В то время Кунцево посещали императрица Екатерина II и прусский король Фридрих-Вильгельм III. В 1865 году Кунцевское имение было продано К. Г. Солдатенкову, которому и принадлежало до 1917 года.

Вид на Кунцево из-за Мазиловского пруда. 1870

С середины XIX века Кунцево становится дачной местностью, а в 1926 году село приобрело статус города. В 1940—1950-е годах в западной части застраивается Рабочий посёлок (к северу от одноимённой платформы). После включения города в состав Москвы в 1960 году эта территория становится районом массовой жилищной застройки.
После административной реформы 1991 года территория бывшего города Кунцево была поделена между районами Кунцево, Фили-Давыдково, Филёвский Парк и Можайский. Причём, Кунцевское городище и усадьба Нарышкиных оказались в районе Филёвский Парк; центр бывшего города Кунцево, его основная территория и сохранившиеся деревянные здания — в Можайском районе; а к району Кунцево относится только малая часть территории бывшего города, расположенная к северу от железной дороги, а также территории, застроенные уже в составе Москвы.
В 2004 году в Кунцеве был построен храм святого праведного Иоанна Русского.
С 1 июля 2012 года в ходе реализации проекта расширения Москвы в состав района Кунцево были включены две территории (отдельные площадки) «Рублёво-Архангельское» и «Конезавод, ВТБ», которые ранее входили в состав Московской области. Эти участки образуют два эксклава и один протуберанец Москвы вне МКАД.

## Территория и границы
Район находится в пределах Западного административного округа Москвы. Границы современного района Кунцево проходят: по оси полосы отвода Смоленского направления МЖД, по оси полосы отвода Усовской ж/д ветки, черте города Москвы (внешней границе полосы отвода Московской кольцевой автомобильной дороги, включая все транспортные развязки улиц и дорог), осям: Рублёвского шоссе, Крылатской улицы, юго-западной границе Филёвского (Суворовского) парка, оси Рублёвского шоссе до Смоленского направления МЖД.
На северо-востоке граничит с московскими районами Крылатское и Филёвский парк, на востоке с районом Фили-Давыдково, на юге с Можайским районом, на западе с Одинцовским городским округом Московской области. Эксклавы района — Рублёво c Рублёво-Архангельским и Мякинино — граничат с городскими округами Одинцовский и Красногорск Московской области, деревня Мякинино также граничит с районом Строгино. Эксклав «Конезавод, ВТБ» полностью окружён территорией Одинцовского городского округа Московской области и отделён от городского округа Красногорск тонкой полоской.

### Состав района
В состав района Кунцево входят следующие исторические территории:
- Кунцево
- посёлок Рублёво
- деревня Мякинино
- Рублёво-Архангельское
- Конезавод, ВТБ

## Население
| 2002     | 2010     | 2012     | 2013     | 2014     | 2015     | 2016     |
| -------- | -------- | -------- | -------- | -------- | -------- | -------- |
| 125 100  | ↗142 497 | ↗144 606 | ↗145 809 | ↗146 930 | ↗148 164 | ↗150 189 |
| 2017     | 2018     | 2019     | 2020     | 2021     | 2023     | 2024     |
| ↗150 513 | ↗151 423 | ↗152 364 | ↗152 467 | ↗152 829 | ↗153 316 | ↘151 447 |

### Национальный состав
По итогам переписи населения 2020 года проживали следующие национальности (национальности менее 0,1 % и другое, см. в сноске к строке «Другие»):
| Национальность | Численность, чел. | Доля     |
| -------------- | ----------------- | -------- |
| Русские        | 100 741           | 65,92 %  |
| Украинцы       | 1509              | 0,99 %   |
| Татары         | 897               | 0,59 %   |
| Армяне         | 621               | 0,41 %   |
| Белорусы       | 398               | 0,26 %   |
| Азербайджанцы  | 387               | 0,25 %   |
| Грузины        | 375               | 0,25 %   |
| Узбеки         | 307               | 0,20 %   |
| Таджики        | 267               | 0,17 %   |
| Чеченцы        | 246               | 0,16 %   |
| Евреи          | 224               | 0,15 %   |
| Казахи         | 210               | 0,14 %   |
| Молдаване      | 192               | 0,13 %   |
| Другие         | 46 455            | 30,38 %  |
| Итого          | 152 829           | 100,00 % |

## Транспорт
На территории района расположены 2 станции метро и одна станция МЦД:
- Молодёжная (Арбатско-Покровской линии)
- Кунцевская (Арбатско-Покровской, Большой кольцевой и Филёвской линий)
- станция  Кунцевская (МЦД-1)

Для деревни Мякинино ближайшей станцией метро является —  Строгино (автобус № 638 Мякинино —  Щукинская).
Из Рублёва ходят автобусы:
- 127: Мякинино парк —  Кунцевская (через  Молодёжная и  Рабочий Посёлок)
- 129: Деревня Мякинино — Автобаза Министерства обороны (через  Крылатское)
- 626:  Строгино —  Молодёжная (через  Крылатское)

По территории района проходит железная дорога Белорусского направления, на территории района располагается платформа  Рабочий Посёлок, связывающая жителей с центром Москвы и западной частью Московской области.

## Автомобильные дороги

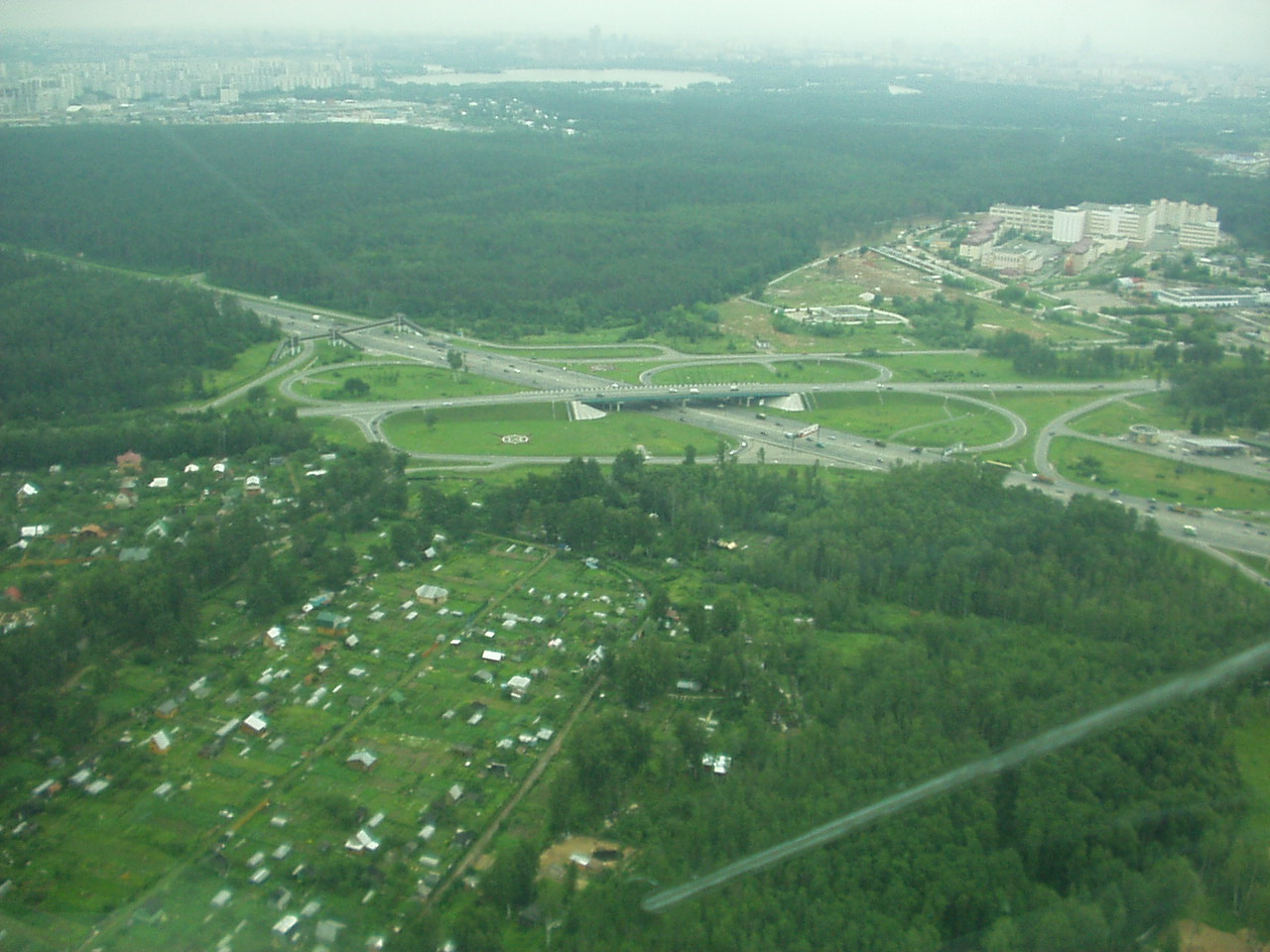
Рублёвское шоссе.

По границам старой части района проходят Рублёвское шоссе и Московская кольцевая автомобильная дорога, среди крупных улиц района: Молодогвардейская, Боженко и Ярцевская улицы.
Последние две улицы войдут в состав одной из крупнейших магистралей Москвы — Северо-Западной хорды.
В рамках строительства 4 участка Северо-Западной хорды планируется строительство тоннеля на пересечении Ярцевской и Ельнинской улиц (тоннель пройдёт под Ярцевской улицей) и нового тоннеля на Молодогвардейской улице под улицей Боженко. Также улица Боженко будет расширена с нынешних четырёх до шести полос.

## Показатели района
По данным на 2010 год площадь района составляет 1656,48 га. Плотность населения — 8895,1 чел./км², площадь жилого фонда — 2587,42 тыс. м² (2010 год). Население района — 151 447 (2024).

## Парки и скверы
Район Кунцево считается экологически чистым: здесь формируется роза ветров, продувающая Москву с запада. Значительную часть района занимают леса. Кроме того, в Кунцеве обустроены небольшие скверы для отдыха: на Молодогвардейской улице, парк у храма иконы Божьей матери «Неувядаемый цвет», Каштановая аллея, парк у Префектуры ЗАО.
Сквер на Молодогвардейской улице в 2019 году вошел в программу столичного благоустройства «Мой район». В сквере обустроен новый фонтан, крытая эстрада, стенды с рассказом о подвиге молодогвардейцев. Памятный камень в честь героев Великой Отечественной войны поднят на специальный постамент.
Парк у храма иконы Божьей матери «Неувядаемый цвет» находится на территории поселка Рублево. Был образован в 2018 году на месте пустыря. В ходе работ здесь были обустроены пешеходные дорожки, детская площадка, зона тихого отдыха в виде перголы с подвесными качелями. В 2020 году благоустройство продолжится.
Каштановая аллея расположена между Рублевским шоссе и Ельнинской улицей. Известно, что каштаны были высажены здесь ещё в конце 60-х. В 2017 году зона отдыха была обновлена: проложили дорожки из асфальта и плитки, установили скамейки и урны, детские площадки.

## Инфраструктура

### Торговля
- Торговый центр «Кунцево Плаза» с гипермаркетом «Ашан» (Ярцевская улица, 19).
- Торговый центр «Трамплин»
- Магазин «Фасоль»
- Магазин «Дикси»
- Комус
- Сеть магазинов «Пятёрочка»

### Медицина

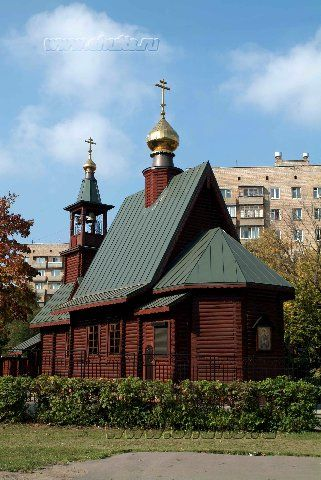
Храм святого праведного Иоанна Русского

- Центральная клиническая больница Управления делами Президента РФ
- Траурный зал ЦКБ РФ
- Родильный дом при Городской больнице № 72 (ЗАКРЫТ)
- Центральная больница Министерства Внутренних Дел РФ
- Городская поликлиника № 195, филиал № 2 (экс-поликлиника № 147)
- Городская поликлиника № 195, филиал № 3 (экс-поликлиника № 162)
- Детская городская поликлиника № 130, филиал № 3 (экс-детская поликлиника № 73).

### Образование
- Российский государственный технологический университет им. К.Э. Циолковского (ныне филиал МАИ)
- Медицинский колледж Управления делами Президента РФ
- Банковский колледж
- Колледж геодезии и картографии
- Московский Университет МВД РФ

### Спорт
- Фитнес-клуб FitNgo!
- Фитнес-клуб WanderFit
- Фитнес-клуб World Class-Кунцево
- Фитнес-клуб World Class-Ярцевская

### Храм святого Иоанна Русского
В районе действует православный храм святого праведного Иоанна Русского. Адрес храма: Ярцевская ул., вл. 1-А., настоятель — протоиерей Андрей Смирнов. Храм входит в состав Георгиевского благочиния Московской городской епархии Русской православной церкви.

## Герб и флаг

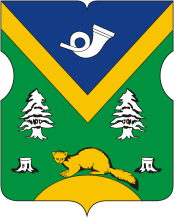
Герб района Кунцево

Флаг района Кунцево

## Герб и флаг[28]

### Геральдическое описание герба
В щите московской формы золотое опрокинутое повышенное стропило. В голубом верхнем поле серебряный почтовый рожок влево. В нижнем зелёном поле золотая куница на золотом холме, сопровождаемая по сторонам попарно серебряными елью и пнём.

### Символика герба
- Голубой цвет поля символизирует чистоту воздуха, поступающего в Москву из Подмосковья и давшего Кунцеву в конце XIX века славу дачного места. Серебряный почтовый рожок напоминает о проходившем по территории местности почтовом тракте (нынешняя улица Ивана Франко).
- Золотое стропило помещено в память о строительстве железнодорожного пути Смоленской железной дороги.
- Зелёное поле и серебряные ели напоминают о густых непроходимых лесах Сетуньского стана, в состав которого входила территория нынешнего муниципального образования.
- Серебряные пни показывают судьбу этих лесов, вырубленных для строительства железной и сухопутной дорог, а также для получения древесного угля.
- Золотая куница символизирует название муниципального образования, тогда как по версии Даля название образовано от слова «кунца» — названия певчей пташки Parus, синицы, так как все крестьяне в Кунцеве — птицеловы[29].

### Описание флага
Флаг муниципального образования Кунцево представляет собой двустороннее, прямоугольное полотнище с соотношением сторон 2:3. Изображение на флаге примерно соответствует изображению на гербе.